# Stephania abyssinica
Stephania abyssinica là một loài thực vật có hoa trong họ Biển bức cát. Loài này được (Quart.-Dill. & A.Rich.) Walp. miêu tả khoa học đầu tiên năm 1842.